# Stelios Kympouropoulos
Stelios Kympouropoulos é um psiquiatra grego e político do partido Nova Democracia que é membro do Parlamento Europeu desde as eleições de 2019.

## Carreira política
No Parlamento Europeu, Kypouropoulos faz parte da Comissão do Emprego e dos Assuntos Sociais.
Para além das suas atribuições de comissão, Kypouropoulos faz parte das delegações do parlamento para as relações com os países do Maxereque e da Assembleia Parlamentar da União para o Mediterrâneo. É também membro do Intergrupo sobre Deficiência do Parlamento Europeu, do Intergrupo do Parlamento Europeu sobre o Cancro, do grupo Membros do Parlamento Europeu Contra o Cancro e do Fórum Europeu da Internet.